# تي-إكس
تي-إكس (بالإنجليزية: T-X)‏ وتعرف ب تيرمناتريكس (Terminatrix) ، وهي شخصية خيالية أنثوية ظهرت في فيلم تيرميناتور 3 عام 2003 .

## الشخصية
تظهر الآلة على شكل إنسان أنثوي (كريستانا لوكن)، وظهورها الأول في محل لبيع الملابس النسائية الجاهزة، تظهر من لاشيء إلى التحول لإنسان على شكل أنثى عارية، وتوجب عليها إيجاد ملابس مناسبة رغم ظهورها في محل نسائي، إلا أنها فضلت الخروج، وصادفت امرأة قرب سيارتها فقتلتها للحصول على ملابسها وسيارتها، بعدها تبدأ عملية البحث عن جون كونر لتقوم بمهمة قتله والتخلص من المقاومون للآلات في المستقبل، وهي نسخت جزء من تي-1000 المتطورة والمدعومة بمادة الزئبق.
بعدها يظهر أرنولد شوارزنيجر بدور الإنسان الآلي المنقذ لجون كونر، وبعد العديد من التشاحنات والبتال، تنصهر تي-إكس بعد أن نجح منقذ جون كونر في القضاء عليها.

## وصلات خارجية
- تي-أكس في قاعدة أفلام IMDb